# Hubert Neuper
Hubert Neuper (ur. 29 września 1960 w Bad Aussee) – austriacki skoczek narciarski, srebrny medalista olimpijski oraz srebrny medalista mistrzostw świata, pierwszy zdobywca Pucharu Świata w skokach narciarskich, dwukrotny zwycięzca Turnieju Czterech Skoczni oraz zdobywca Pucharu KOP.

## Przebieg kariery
Na arenie międzynarodowej zadebiutował 30 grudnia 1977 w Oberstdorfie, podczas pierwszego konkursu 26. edycji Turnieju Czterech Skoczni. W konkursie uplasował się na 49. pozycji, a w klasyfikacji generalnej również zajął odległe miejsce. Blisko dwa lata później Neuper zadebiutował w zawodach Pucharu Świata w skokach, zajmując drugie miejsce w pierwszych zawodach sezonu 1979/1980 rozgrywanych w Cortina d’Ampezzo. Łącznie w tamtym sezonie trzykrotnie zwyciężał, czterokrotnie był drugi oraz czterokrotnie trzeci, dzięki czemu zajął 1. miejsce w klasyfikacji generalnej PŚ. Stał się też pierwszym skoczkiem w historii, który wygrał dwa konkursy Pucharu Świata z rzędu. W lutym 1980 wziął udział w igrzyskach olimpijskich w Lake Placid, gdzie wywalczył srebrny medal na dużej skoczni, ustępując jedynie Jouko Törmänenowi oraz wyprzedzając Jariego Puikkonena. Na tych samych igrzyskach zajął szóste miejsce na średnim obiekcie, tracąc do zwycięzcy, swego rodaka Antona Innauera ponad 20 punktów. W tym samym sezonie zwyciężył także w klasyfikacji generalnej 28. Turnieju Czterech Skoczni, zajmując kolejno: drugie miejsce w Oberstdorfie, pierwsze w Garmisch-Partenkirchen i Innsbrucku oraz dziesiąte w Bischofshofen.
W sezonie 1980/1981 sześciokrotnie stawał na podium zawodów Pucharu Świata, po dwa razy na każdym stopniu. Wystarczyło to do zajęcia czwartego miejsca w klasyfikacji generalnej. Zwyciężył w 29. edycji Turnieju Czterech Skoczni po tym jak zajął pierwsze miejsce w Oberstdorfie, czwarte w Ga-Pa oraz drugie w Innsbrucku i Bischofshofen. Zadebiutował także na skoczni mamuciej startując na mistrzostwach świata w lotach w Oberstdorfie w 1981, gdzie zajął siódme miejsce skacząc 133,0 m, 130,0 m, 137,0 m oraz 135,0 m.
W Sezonie 1981/1982 zajął 5. miejsce w 30. Turnieju Czterech Skoczni, a w klasyfikacji generalnej Pucharu Świata był drugi, ustępując tylko Arminowi Koglerowi. Na mistrzostwach świata w Oslo wywalczył srebrny medal w drużynie razem z: Arminem Koglerem, Andreasem Felderem oraz Hansem Wallnerem. W indywidualnych startach na tych mistrzostwach zajął 23. miejsce na normalnym obiekcie, a następnie był dziewiąty na dużej skoczni. Ponadto zdobył Puchar KOP w sezonie 1981/1982.
Na początku sezonu 1982/1983 zajął szóste miejsce w Oberstdorfie podczas 31. Turnieju Czterech Skoczni. Jak się później okazało był to jego najlepszy wynik w całym sezonie. W czołowej dziesiąte zmieścił się już tylko dwukrotnie, podczas zawodów w Lake Placid oraz Thunder Bay w styczniu 1983. Ostatnią dużą imprezą sportową w jego karierze były mistrzostwa świata w lotach w Harrachovie w 1983, gdzie zajął 13. miejsce.
Po raz ostatni wystąpił podczas 33. Turnieju Czterech Skoczni. Zajmował jednak odległe miejsca, wobec czego postanowił zakończyć karierę w wieku niespełna 25 lat. Łącznie w konkursach Pucharu Świata był 8 razy pierwszy, 8 razy drugi i 7 razy stawał na najniższym stopniu podium.
Zwyciężył w Turnieju Schwarzwaldzkim w 1983.

## Igrzyska olimpijskie
| Miejsce | Dzień     | Rok  | Miejscowość | Konkurs                         | Wynik     | Strata   | Zwycięzca      |
| ------- | --------- | ---- | ----------- | ------------------------------- | --------- | -------- | -------------- |
| 6.      | 17 lutego | 1980 | Lake Placid | Skocznia normalna indywidualnie | 245,5 pkt | 20,8 pkt | Toni Innauer   |
| 2.      | 23 lutego | 1980 | Lake Placid | Skocznia duża indywidualnie     | 262,4 pkt | 8,6 pkt  | Jouko Törmänen |

## Mistrzostwa świata
| Miejsce | Dzień     | Rok  | Miejscowość | Konkurs                         | Wynik     | Strata   | Zwycięzca     |
| ------- | --------- | ---- | ----------- | ------------------------------- | --------- | -------- | ------------- |
| 23.     | 21 lutego | 1982 | Oslo        | Skocznia normalna indywidualnie | 225,5 pkt | 23,8 pkt | Armin Kogler  |
| 2.      | 26 lutego | 1982 | Oslo        | Skocznia duża drużynowo         | 717,6 pkt | 0,9 pkt  | Norwegia      |
| 9.      | 28 lutego | 1982 | Oslo        | Skocznia duża indywidualnie     | 232,8 pkt | 25,1 pkt | Matti Nykänen |

## Mistrzostwa świata w lotach
| Miejsce | Dzień     | Rok  | Miejscowość | Konkurs            | Wynik     | Strata    | Zwycięzca      |
| ------- | --------- | ---- | ----------- | ------------------ | --------- | --------- | -------------- |
| 7.      | 27 lutego | 1981 | Oberstdorf  | Loty indywidualnie | 981,5 pkt | 219,5 pkt | Jari Puikkonen |
| 13.     | 18 marca  | 1983 | Harrachov   | Loty indywidualnie | 992,5 pkt | 58,5 pkt  | Klaus Ostwald  |

## Puchar Świata

### Miejsca w klasyfikacji generalnej
- sezon 1979/1980: 1.
- sezon 1980/1981: 4.
- sezon 1981/1982: 2.
- sezon 1982/1983: 31.
- sezon 1983/1984: 69.

### Miejsca na podium chronologicznie
| Lp. | Data             | Miejscowość            | Skocznia              | Nota      | Lok. | Strata   | Zwycięzca        |
| --- | ---------------- | ---------------------- | --------------------- | --------- | ---- | -------- | ---------------- |
| 1.  | 27 grudnia 1979  | Cortina d’Ampezzo      | Trampolino Italia     | 243,3 pkt | 2.   | 6,7 pkt  | Toni Innauer     |
| 2.  | 30 grudnia 1979  | Oberstdorf             | Schattenbergschanze   | 243,5 pkt | 2.   | 4,7 pkt  | Jochen Danneberg |
| 3.  | 1 stycznia 1980  | Garmisch-Partenkirchen | Große Olympiaschanze  | 232,2 pkt | 1.   | –        | –                |
| 4.  | 4 stycznia 1980  | Innsbruck              | Bergisel              | 250,5 pkt | 1.   | –        | –                |
| 5.  | 20 stycznia 1980 | Thunder Bay            | Big Thunder           | 242,1 pkt | 2.   | 5,4 pkt  | Armin Kogler     |
| 6.  | 29 lutego 1980   | Gstaad                 | Mattenschanze         | 236,1 pkt | 3.   | 2,4 pkt  | Hansjörg Sumi    |
| 7.  | 8 marca 1980     | Lahti                  | Salpausselkä          | 241,8 pkt | 2.   | 3,1 pkt  | Armin Kogler     |
| 8.  | 9 marca 1980     | Lahti                  | Salpausselkä          | 128,1 pkt | 3.   | 17,9 pkt | Steve Collins    |
| 9.  | 16 marca 1980    | Oslo                   | Holmenkollbakken      | 234,1 pkt | 3.   | 4,4 pkt  | Armin Kogler     |
| 10. | 22 marca 1980    | Planica                | Bloudkova velikanka   | 284,4 pkt | 1.   | –        | –                |
| 11. | 25 marca 1980    | Szczyrbskie Jezioro    | MS 1970 A             | ?         | 3.   | ?        | Armin Kogler     |
| 12. | 30 grudnia 1980  | Oberstdorf             | Schattenbergschanze   | 256,8 pkt | 1.   | –        | –                |
| 13. | 4 stycznia 1981  | Innsbruck              | Bergisel              | 230,7 pkt | 2.   | 4,9 pkt  | Armin Kogler     |
| 14. | 6 stycznia 1981  | Bischofshofen          | Sepp Bradl-Skistadion | 228,7 pkt | 2.   | 5,5 pkt  | Armin Kogler     |
| 15. | 10 stycznia 1981 | Harrachov              | Čerťák                | 247,7 pkt | 3.   | 12,9 pkt | Roger Ruud       |
| 16. | 21 stycznia 1981 | Sankt Moritz           | Olympiaschanze        | 254,7 pkt | 1.   | –        | –                |
| 17. | 14 lutego 1981   | Sapporo                | Ōkurayama             | 245,2 pkt | 3.   | 14,1 pkt | Roger Ruud       |
| 18. | 6 stycznia 1982  | Bischofshofen          | Sepp Bradl-Skistadion | 240,5 pkt | 1.   | –        | –                |
| 19. | 24 stycznia 1982 | Thunder Bay            | Big Thunder           | 245,4 pkt | 3.   | 10,7 pkt | Horst Bulau      |
| 20. | 12 marca 1982    | Tauplitz               | Kulm                  | 383,0 pkt | 2.   | 2,5 pkt  | Matti Nykänen    |
| 21. | 13 marca 1982    | Tauplitz               | Kulm                  | 395,0 pkt | 1.   | –        | –                |
| 22. | 14 marca 1982    | Tauplitz               | Kulm                  | 394,5 pkt | 1.   | –        | –                |
| 23. | 28 marca 1982    | Planica                | Bloudkova velikanka   | 257,6 pkt | 2.   | 3,0 pkt  | Ole Bremseth     |

### Miejsca w poszczególnych konkursachPucharu Świata
| Sezon 1979/1980                                          |                        |                        |               |               |                        |              |               |                   |              |             |              |              |              |             |           |              |          |                     |                     |                     |            |         |                     |                     |        |        |        |        |        |        |        |        |        |
| Cortina d’Ampezzo                                        | Oberstdorf             | Garmisch-Partenkirchen | Innsbruck     | Bischofshofen | Sapporo                | Sapporo      | Thunder Bay   | Thunder Bay       | Zakopane     | Zakopane    | Saint Nizier | Saint Nizier | Sankt Moritz | Gstaad      | Engelberg | Vikersund    | Lahti    | Lahti               | Falun               | Oslo                | Planica    | Planica | Szczyrbskie Jezioro | Szczyrbskie Jezioro | punkty |        |        |        |        |        |        |        |        |
| 2                                                        | 2                      | 1                      | 1             | 10            | -                      | -            | 5             | 2                 | -            | -           | -            | -            | -            | 3           | 6         | -            | 2        | 3                   | 15                  | 3                   | 18         | 1       | 4                   | 3                   | 238    |        |        |        |        |        |        |        |        |
| Sezon 1980/1981                                          |                        |                        |               |               |                        |              |               |                   |              |             |              |              |              |             |           |              |          |                     |                     |                     |            |         |                     |                     |        |        |        |        |        |        |        |        |        |
| Oberstdorf                                               | Garmisch-Partenkirchen | Innsbruck              | Bischofshofen | Harrachov     | Liberec                | Sankt Moritz | Gstaad        | Engelberg         | Ironwood     | Ironwood    | Sapporo      | Sapporo      | Thunder Bay  | Thunder Bay | Chamonix  | Saint Nizier | Lahti    | Lahti               | Falun               | Oslo                | Bærum      | Planica | Planica             | punkty              | punkty | punkty | punkty | punkty | punkty | punkty | punkty | punkty |        |
| 1                                                        | 4                      | 2                      | 2             | 3             | 11                     | 1            | 5             | 5                 | -            | -           | 3            | 6            | -            | -           | -         | -            | 7        | 16                  | 4                   | 5                   | 17         | 8       | 23                  | 166                 | 166    | 166    | 166    | 166    | 166    | 166    | 166    | 166    |        |
| Sezon 1981/1982                                          |                        |                        |               |               |                        |              |               |                   |              |             |              |              |              |             |           |              |          |                     |                     |                     |            |         |                     |                     |        |        |        |        |        |        |        |        |        |
| Cortina d’Ampezzo                                        | Oberstdorf             | Garmisch-Partenkirchen | Innsbruck     | Bischofshofen | Sapporo                | Sapporo      | Thunder Bay   | Thunder Bay       | Sankt Moritz | Engelberg   | Oslo         | Oslo         | Lahti        | Lahti       | Tauplitz  | Tauplitz     | Tauplitz | Szczyrbskie Jezioro | Szczyrbskie Jezioro | Planica             | Planica    | punkty  | punkty              | punkty              | punkty | punkty | punkty | punkty | punkty | punkty |        |        |        |
| 12                                                       | 28                     | 9                      | 8             | 1             | 9                      | 5            | 14            | 3                 | 7            | 17          | 23           | 9            | 20           | 11          | 2         | 1            | 1        | 7                   | 4                   | 6                   | 2          | 174     | 174                 | 174                 | 174    | 174    | 174    | 174    | 174    | 174    |        |        |        |
| Sezon 1982/1983                                          |                        |                        |               |               |                        |              |               |                   |              |             |              |              |              |             |           |              |          |                     |                     |                     |            |         |                     |                     |        |        |        |        |        |        |        |        |        |
| Cortina d’Ampezzo                                        | Oberstdorf             | Garmisch-Partenkirchen | Innsbruck     | Bischofshofen | Harrachov              | Harrachov    | Lake Placid   | Lake Placid       | Thunder Bay  | Thunder Bay | Sankt Moritz | Gstaad       | Engelberg    | Vikersund   | Vikersund | Vikersund    | Falun    | Falun               | Lahti               | Lahti               | Baerum     | Oslo    | Planica             | Planica             | punkty | punkty | punkty | punkty | punkty | punkty | punkty | punkty | punkty |
| 16                                                       | 6                      | 32                     | 47            | 47            | 32                     | 15           | 10            | 25                | 14           | 10          | 47           | 24           | 16           | 27          | 32        | 15           | 23       | 32                  | -                   | -                   | -          | -       | 31                  | 20                  | 26     | 26     | 26     | 26     | 26     | 26     | 26     | 26     | 26     |
| Sezon 1983/1984                                          |                        |                        |               |               |                        |              |               |                   |              |             |              |              |              |             |           |              |          |                     |                     |                     |            |         |                     |                     |        |        |        |        |        |        |        |        |        |
| Thunder Bay                                              | Thunder Bay            | Lake Placid            | Lake Placid   | Oberstdorf    | Garmisch-Partenkirchen | Innsbruck    | Bischofshofen | Cortina d’Ampezzo | Harrachov    | Liberec     | Sapporo      | Sapporo      | Sarajewo     | Sarajewo    | Lahti     | Lahti        | Falun    | Lillehammer         | Oslo                | Oberstdorf          | Oberstdorf | Planica | Planica             | punkty              | punkty | punkty | punkty | punkty | punkty | punkty | punkty | punkty |        |
| 16                                                       | 13                     | 16                     | 17            | 26            | 33                     | 56           | 22            | -                 | 42           | 18          | -            | -            | -            | -           | -         | -            | -        | -                   | -                   | -                   | -          | -       | -                   | 3                   | 3      | 3      | 3      | 3      | 3      | 3      | 3      | 3      |        |
| Sezon 1984/1985                                          |                        |                        |               |               |                        |              |               |                   |              |             |              |              |              |             |           |              |          |                     |                     |                     |            |         |                     |                     |        |        |        |        |        |        |        |        |        |
| Thunder Bay                                              | Thunder Bay            | Lake Placid            | Lake Placid   | Oberstdorf    | Garmisch-Partenkirchen | Innsbruck    | Bischofshofen | Cortina d’Ampezzo | Sapporo      | Sapporo     | Sankt Moritz | Engelberg    | Harrachov    | Lahti       | Lahti     | Örnsköldsvik | Falun    | Oslo                | Szczyrbskie Jezioro | Szczyrbskie Jezioro | punkty     | punkty  | punkty              | punkty              | punkty | punkty | punkty | punkty | punkty |        |        |        |        |
| -                                                        | -                      | -                      | -             | -             | -                      | 29           | 74            | -                 | -            | -           | -            | -            | -            | -           | -         | -            | -        | -                   | -                   | -                   | 0          | 0       | 0                   | 0                   | 0      | 0      | 0      | 0      | 0      |        |        |        |        |
| Legenda                                                  |                        |                        |               |               |                        |              |               |                   |              |             |              |              |              |             |           |              |          |                     |                     |                     |            |         |                     |                     |        |        |        |        |        |        |        |        |        |
| 1 2 3 4-10 11-15 poniżej 15 - – zawodnik nie wystartował |                        |                        |               |               |                        |              |               |                   |              |             |              |              |              |             |           |              |          |                     |                     |                     |            |         |                     |                     |        |        |        |        |        |        |        |        |        |